# Ми мажор
Ми мажор (нем. E-dur, англ. E major) — тональность с тоникой ми, имеющая мажорное наклонение лада. Имеет четыре диеза при ключе — фа, до, соль и ре.

## Характеристика тональности в трудах учёных и композиторов

### XVII век
Одним из первых, кто описал выразительные свойства тональностей был французский композитор и теоретик Марк-Антуан Шарпантье. В трактате «Правила композиции» (фр. Règles de composition, около 1693 года) Шарпантье даёт Ми мажору эпитеты «сварливый, крикливый».

### XVIII век
Иоганн Маттезон в трактате «Вновь открытый оркестр» (нем. Das Neu-eröffnete Orchester, 1713 год) писал о Ми мажоре: «Смертельная тоска и безысходность, несчастная любовь. Резкий, режущий и проникающий характер, который можно сравнить только с фатальным расставанием души и тела».
Жан-Филипп Рамо говорит в своём «Трактате о гармонии» (фр. Traité de l’Harmonie, 1722 год): «Подходит для радостной и нежной музыки, впрочем как и для чего-то великого или великолепного».
В трактате «Опыт наставления по игре на поперечной флейте» (нем. Versuch einer Anweisung die Flöte traversiere zu spielen, 1752 год) Иоганн Кванц отмечает, что для выражения дерзости, безумия и отчаяния особенно подходят тональности ми минор, до минор, фа минор, си минор, Ми-бемоль мажор, Ля мажор и Ми мажор.
Немецкий писатель и органист Кристиан Фридрих Шубарт в своей работе «Идеи к эстетике музыкального искусства» (нем. Ideen zu einer Ästhetik der Tonkunst, 1784/1785 год) даёт характеристику Ми мажору: «Шумное ликование. Улыбчивая радость без полной, однако, отдачи веселью».

### XIX век
В 1841 году автор музыкальной энциклопедии Джон В. Мур характеризовал Ми мажор так: «Ми мажор — яркая и прозрачная тональность, пригодная для самых блестящих тем; хотя он выводит голос за пределы его естественной силы, и её параллельная тональность, до-диез минор, используется редко. В этом ключе Гайдн записал некоторые из своих самых элегантных мыслей».
Английский композитор Уильям Гардинер добавил к этому описанию замечание, касательно использования Ми мажора в хоре «Пусть звучит громогласно мотив ликованья» (англ. The many rend the skies with loud applause) из кантаты Генделя «Празднество Александра»: «Гендель ошибочно воспринял его [Ми мажора] свойства, когда использовал его в хоре The many rend the skies with loud applause. Хотя он выше, чем Ре [мажор], он менее громкий, так как он выводит голос за пределы его естественной силы».
Хуго Риман, в своей работе посвященной анализу Хорошо темперированного клавира И. С. Баха, характеризует Ми мажорную прелюдию и фугу из первого тома: «Тональность глубокого зеленого, наступившей весны. Чувства созерцания и живописания природы».
В своем трактате об инструментовке, Гектор Берлиоз оценивает Ми мажор как нетрудную тональность для струнных инструментов с ярким, благородным и торжественным характером.

### Таблица цвето-тональных ассоциаций некоторых композиторов
Ряд композиторов, таких как Николай Андреевич Римский-Корсаков, Александр Николаевич Скрябин, обладал так называемым «цветным слухом», позволявшим им слышать те или иные тональности в определенном цвете.
Ниже приведена таблица известных слуховых ассоциаций русских композиторов к тональности Ми мажор:
| Н. А. Римский-Корсаков                               | А. Н. Скрябин    | Б. В. Асафьев                                              |
| ---------------------------------------------------- | ---------------- | ---------------------------------------------------------- |
| синий, сапфировый, блестящий, ночной, тёмно-лазурный | сине-белесоватый | ночное, очень звёздное небо, очень глубокое, перспективное |

## Положение в квинтовом круге
|     |     |     |    |    |   |   |   |   |   |     |     |     |     |     |
| Ces | Ges | Des | As | Es | B | F | C | G | D | A   | E   | H   | Fis | Cis |
| as  | es  | b   | f  | c  | g | d | a | e | h | fis | cis | gis | dis | ais |